# Laelia gouldiana
Laelia gouldiana är en orkidéart som beskrevs av Heinrich Gustav Reichenbach. Laelia gouldiana ingår i släktet Laelia och familjen orkidéer. Inga underarter finns listade i Catalogue of Life.

## Bildgalleri

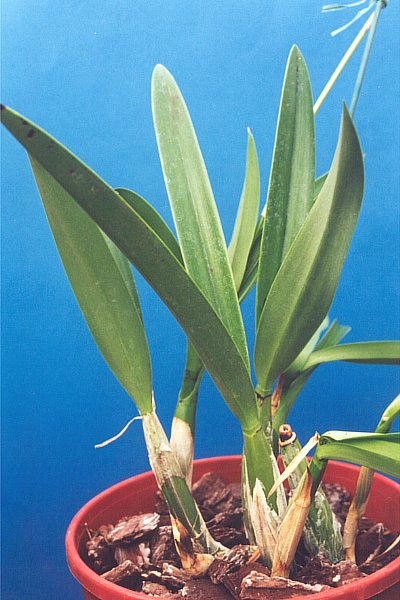
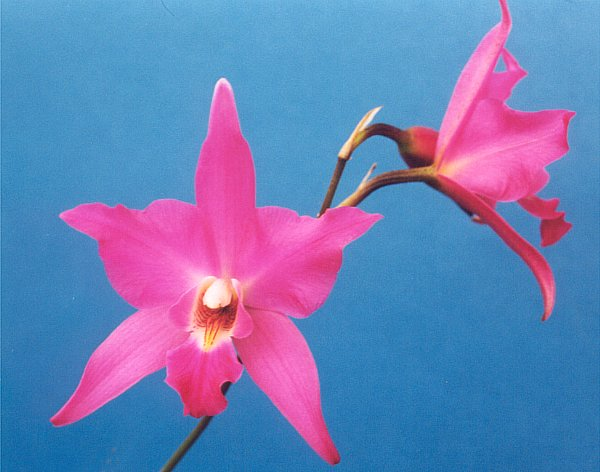
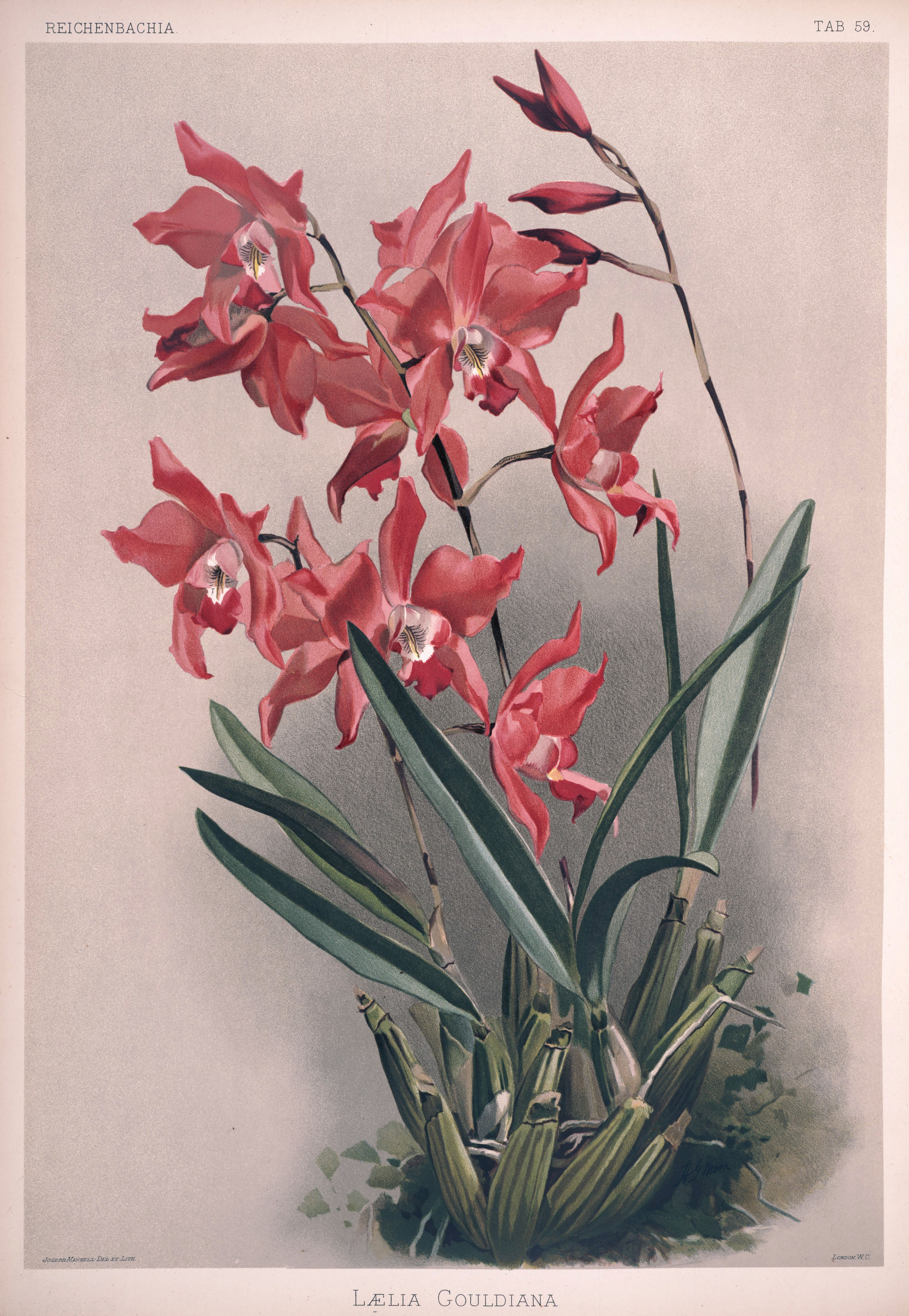
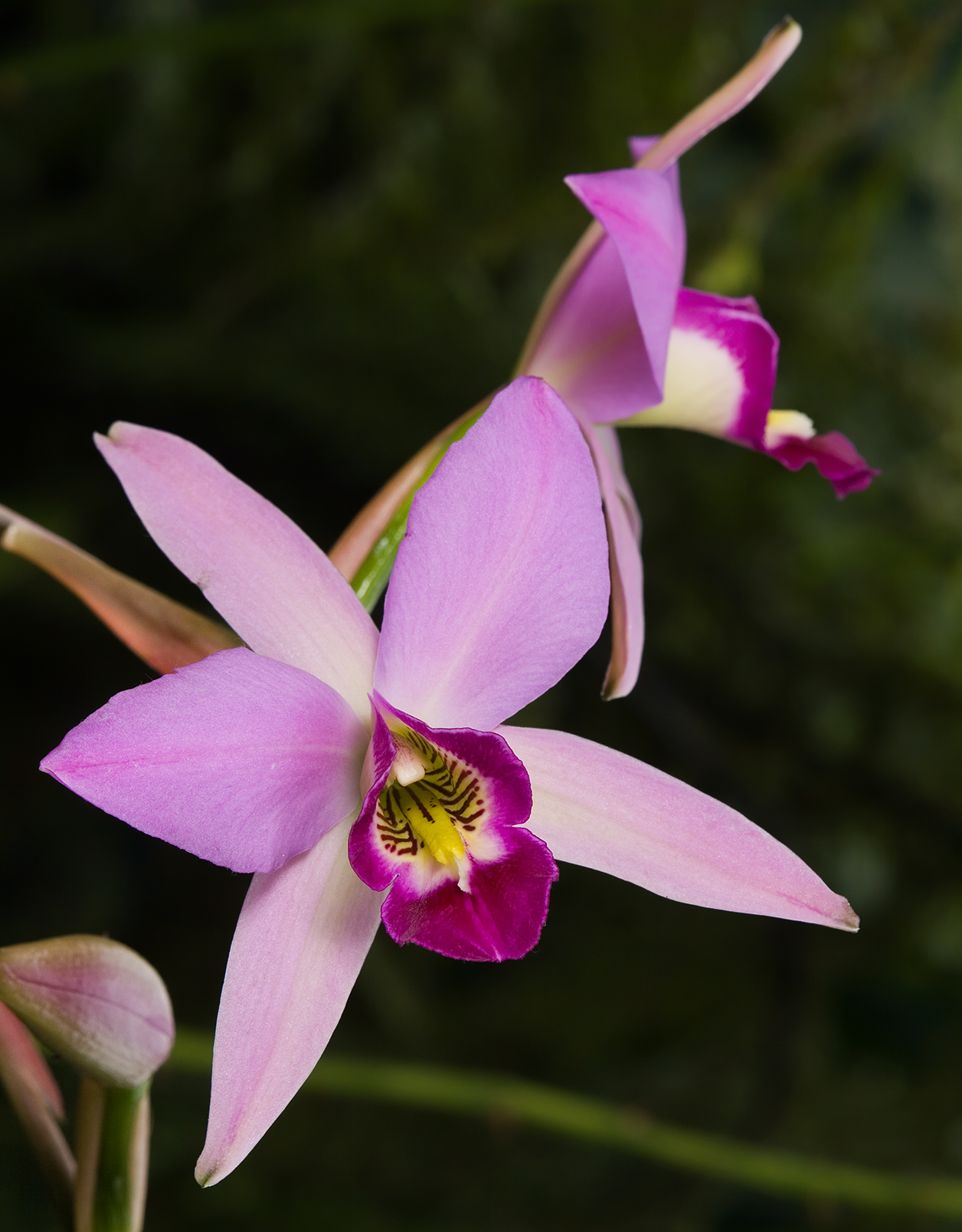
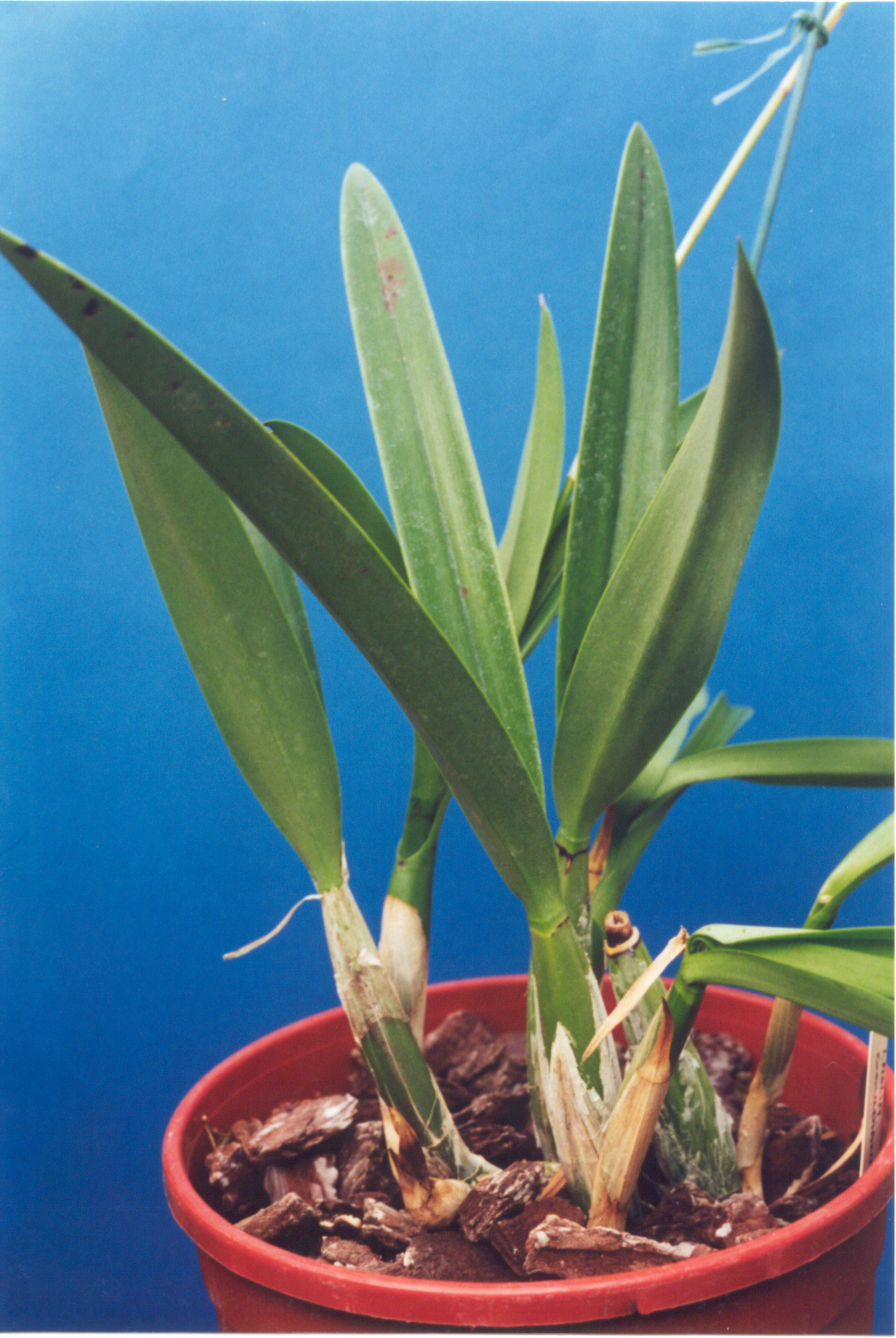
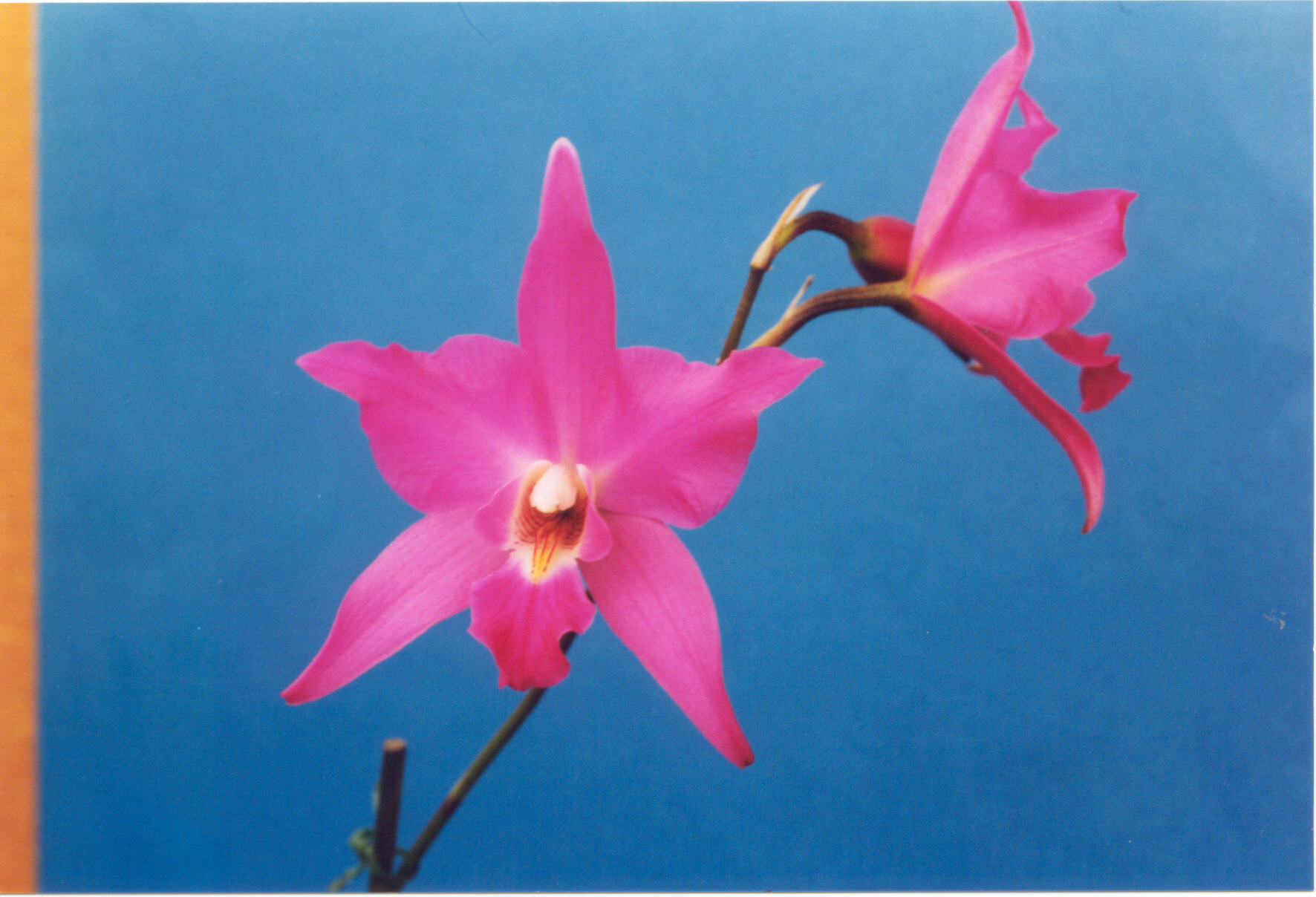